# Lee Oakes
Lee Oakes (* 1974 in Cheshire) ist ein britischer Schauspieler.

## Leben
Oakes Karriere begann, als er in dem Kurzfilm Fork in the Road mitspielte. Danach gelang ihm der Durchbruch mit dem Film Dragonheart, in dem er die Rolle des jungen Prinzen Einon spielte. Später spielte er in dem Film Alien Autopsy – Das All zu Gast bei Freunden und 2009 in dem Film Harry Brown mit.

## Filmografie (Auswahl)
- 1996: Fork in the Road
- 1996: Dragonheart
- 1998: Milk
- 1999: Yabba Yabba Ding Ding
- 2001: Crust
- 2001: Large
- 2006: Alien Autopsy – Das All zu Gast bei Freunden (Alien Autopsy)
- 2009: Harry Brown